# Варсануфије Тверски
Преподобни Варсануфије Тверски је руски православни светитељ из 16. века.

## Биографија
Рођен је 1495. године у месту Серпухов. Рођено име - Јован. Потекао је из свештеничке породице и као мали је научи читати и писати, и читао Свето Писмо. Нешто пре 18те године, Јован заробили су га Кримски Татари. Након три године отац га је откупио од Татара. Након тога се замонашио у Андрониковом манастиру у Москви и добио име Варсануфије.
1544. године је постављен за игумана Пјесношког манастира, затим за архимандрита у граду Казању. Тамо је основао манастир у част Преображења Господњег.
Након тога је изабран за епископа града Твера.
У дубокој старости се повукао у манастир Светог Преображења, у граду Казану. Тамо је био до краја свог живота 11. априла 1576. године. Сахрањен је у истом манастиру близу светитеља Гурија Казанског.
Православна црква прославља светог Варсенифија, заједно са светим Гуријем 4. октобра по јулијанском календару.